# 2003 في كوريا الجنوبية
فيما يلي قوائم الأحداث التي وقعت خلال عام 2003 في كوريا الجنوبية.

## سياسة

### تعيين في المنصب
- 25 فبراير – روه مو هيون رئيس كوريا الجنوبية.

### انتهاء فترة المنصب
- 25 فبراير – كيم داي جانغ رئيس كوريا الجنوبية.

## أحداث
- 2 أبريل – البرلمان يمرر مشروع قانون يثير جدلاً حول إرسال القوات العسكرية غير المحاربة لدعم الحملة العسكرية التي تقودها الولايات المتحدة في العراق.

## أفلام
من الأفلام التي صدرت هذه السنة في كوريا الجنوبية:
- 1 يناير – الفتى العجوز من إخراج بارك تشان ووك.
- 1 يناير – ذكريات قاتل من إخراج بونغ جون هو.

## برامج ومسلسلات وأنمي
- جوهرة القصر

## وفيات

### أبريل
- 26 أبريل – يون هيون سيوك (مواليد 1984)